# Izazov
Izazov, bio je hrvatski rock sastav iz Zagreba. Osnovao ga je klavijaturist i pjevač Mato Došen s basistom Nenadom Zubakom 1977. godine.
1979. nakon objavljivanja singla Jelena, Došen odlazi iz Izazova te ga na mjestu vodećeg vokala zamjenjuje gitarist Eduard Matešić.
Sastav s radom prestaje 1983.

## Diskografija

### Singlovi
- 1978. - "Jelena" / "Auto" (Jugoton)
- 1980. - "Balerina" / "Poželi nešto" (Jugoton)

### Albumi
- 1981. - Izazov (Jugoton)

## Vanjske poveznice
- Discogs.com - diskografija sastava Izazov